# スタイルプラス
『スタイルプラス』（Style Plus）は、2006年（平成18年）10月15日から2019年（令和元年）9月29日まで東海テレビで放送されていた生放送の情報番組である。正式名称は『大人のこだわりにこだわるスタイルプラス』。新聞や雑誌などの番組表には『スタイルプラス』もしくは『スタイル＋』と表記されていた他、出演者などの間では、『スタイル』と省略することもあった。

## 概要
東海地方のグルメや人気スポット、東海発の人気アイテムの開発・生産の舞台裏などを紹介。コーナーの途中で中継が入ることもあった。
番組司会に俳優の内藤剛志、進行役に東海テレビアナウンサーの松井美智子が起用されていた。
ゲストは毎回2-3名が週替わりで登場していた。
基本的に観覧者はいないが、ホームページ内で年に数回募集をかけて公開生放送をすることがあるほか、2010年7～8月頃からは、画面下の右から左へ流れるテロップでも募集告知を行うようになった。
オープニング曲Earth, Wind & Fire「Shining Star (DJ Jin Asakusa Samba Remix)」
放送時間は基本12:00-13:45であるが、後番組等により時間短縮されたり時間延長されたりして放送されることがあった。2008年11月2日の放送では東海テレビ50周年記念として3時間SPが行われた。2013年2月17日の放送で300回を迎えた。また、毎週土曜日5:55 - 6:25において、『別冊!スタイルプラス!』という当番組のその人気企画"東海仕事人列伝"と"お宝照英"がひとつになった番組が放送がされていた。
最高視聴率は、2013年9月15日に記録した11.8%。
2019年9月29日をもって終了し、13年間・550回の歴史に幕を閉じた。最終回ではミッドランドスクエアから内藤と松井が最後の挨拶をした。後番組は再放送枠への転換となったが、2020年2月2日より自社制作のワイド番組『タイチサン!』の放送が始まった。また本番組終了により2011年8月4日の「ぴーかんテレビ」不祥事（放送事故）以前より続いていた東海テレビ制作ローカルワイド番組は完全消滅した。

## 放送時間
東海テレビのみ放送（いわゆる中京ローカル）
- 毎週日曜日 12:00 - 13:45（放送時間がその後の番組により短縮又は拡大されることがある）
年末年始特番や『FNS27時間テレビ』、FNS全国ネットで12時に開始されるスポーツ中継（大阪国際女子マラソン等[2]）放送時は休止となった。

## 番組内容
番組の大まかな流れは以下の通り。
◇印がついているものは、時間短縮の放送の際に放送されないことがある。★印がついているものは、時間延長の際に放送順番が逆になることがある。
オープニング
特別企画
- 東海地方の旬な情報などを伝えることがある。生中継することもある。

今週の特集
- 前半1時間位放送している、番組の目玉のひとつ。テレゴング等による視聴者プレゼントが最初にある。VTRが放送される以外のスタジオパートの部分では、通常ほかの番組で用いられるように、画面やモニターでコンシェルジュにより補足説明されるほか、画面下に右から左へ流れるテロップも表示し、コンシェルジュなどが説明しない部分を補っている。

和田一浩のワンダフルランチ ◇★
- 元中日ドラゴンズの和田一浩が、東海地方の店の料理人が紹介する店のランチを食べ歩くコーナー。中盤10分前後放送。

照英の細道 ◇★
- 東海地方の町の新たな魅力や歴史を再発見する。中盤15分前後放送。前身は「お宝照英」と毎週土曜日放送の『ぷれサタ!』の「旅人照英」というコーナーで、番組終了に伴い、当番組へ移行リニューアルして継続させた格好となっている。

東海仕事人列伝 ◇★
- 東海地方の職人にスポットを当てるコーナー。後半15分前後放送。

番組終盤・エンディング
- 視聴者プレゼントの発表とゲストが視聴者からの質問に答えてエンディングへ。同時に来週の特集の予告もある。

## 出演者
司会
- 内藤剛志（2006年10月15日 - 2019年9月29日、「照英の細道」の題字と「東海仕事人列伝」のギター演奏も担当している）

進行
- 松井美智子（東海テレビアナウンサー、2006年10月15日 - 2019年9月29日）

スタイルコンシェルジュ
- 奥村聡司（神奈月）（2010年9月2日 - 、岐阜県土岐市出身） - あさりどが休み（例年8月下旬～9月中旬の数回）のときは、今週の特集の代理を務める。たまに中継のリポーターを担当することもある。
- 井戸田潤（スピードワゴン、2013年9月1日 - 、愛知県小牧市出身） - あさりどが休み（例年8月下旬～9月中旬の数回）のときは、今週の特集の代理を務める。
- 鈴木ちなみ（2016年2月14日 - 、岐阜県多治見市出身） - 今週の特集。2018年4月以降、NHKの生放送番組「どーも、NHK」に出演する週（月に1度程度）は休み。
- 浦口史帆（東海テレビアナウンサー、2018年4月1日 -  、三重県津市出身） - 中継・リポーター担当。
- マギー審司 - 鈴木が出演しない週に務めていた。
- 本田剛文 - 鈴木が出演しない週に務めていた。

コーナー司会
- 照英（2013年4月7日 - ） - 「照英の細道」担当。
- 和田一浩（2016年4月3日 - 、岐阜県岐阜市出身） - 「和田一浩のワンダフルランチ」担当。

ナレーション
- 木村匡也 - 「今週の特集」担当
- 都竹悦子（岐阜県高山市出身） - 「今週の特集」・「お宝照英」担当
- 生野文治 - 「東海仕事人列伝」担当

※放送直前の収録のときは局アナが担当することもある。
よく出演したゲスト
- おすぎ（ゲストとして登場した際、最新映画を紹介することもある。ただし現在は同時間帯に放送している「サンデーおすぎ」（KBCラジオ）生出演のため、同番組休止時のみ）
- 加藤晴彦（愛知県名古屋市出身）
- 中尾彬（最多出演ゲスト、最終回のゲスト）
- 渡辺徹
- 保阪尚希
- 細川茂樹（岐阜県大垣市出身）
- 加藤茶
- ブラザートム
- アンガールズ（2009年から年明け最初の放送日に出演（2012年を除く）。番組の最後にネタを披露する）
- 松尾貴史
- 兵動大樹
- モト冬樹（「東海仕事人列伝」のギター演奏もしている）
- 敦士（岐阜県養老町出身）
- 板東英二（愛知県名古屋市在住）
- 磯野貴理子（三重県南勢町（現・南伊勢町）出身）
- かとうかず子（愛知県名古屋市出身）
- 佐藤藍子
- 辺見えみり
- 松本明子
- 麻木久仁子
- 田丸麻紀（2010年から3年連続年内最後の放送日に出演）
- SKE48（2016年には公開生放送においてミニライブも行った。不定期で数名がゲスト出演）
- 福澤朗（日本テレビ[3]系で24時間テレビが放送され、バンキシャ!が休止となる週に出演）

## 過去の出演者
アシスタント
- 峰えりか（初代、2006年10月15日- 2007年12月23日）
- 杉浦美帆（2代目、2008年1月6日 - 2010年3月28日、愛知県岡崎市出身）
- 清水由紀（3代目、2010年4月4日 - 2011年6月26日、愛知県刈谷市出身）
- 伊藤京子（4代目、2011年7月3日 - 2012年3月25日、愛知県名古屋市出身）
- 徳丸琴乃（5代目、2012年4月1日 - 2014年3月30日、愛知県稲沢市出身）

スタイルコンシェルジュ
- あさりど（川本成・堀口文宏、2007年9月16日 - 2017年3月26日） - 今週の特集。
- 上山真未（東海テレビアナウンサー、2015年 - 2018年3月25日、岐阜県郡上市出身） - 兼中継・リポーター担当。

リポーター
- 武藤祐子（出演当時東海テレビアナウンサー）
- 三浦茉莉（出演当時東海テレビアナウンサー）
- 勅使河原由佳子（出演当時東海テレビアナウンサー、愛知県名古屋市出身）
- 高井一（「はじめの一歩」・東海テレビアナウンサー、 - 2013年3月）

その他
- 福島智之（東海テレビアナウンサー、 - 2014年） - スタイルコンシェルジュ
- 武裕美（出演当時東海テレビアナウンサー） - 都竹悦子産休時に「今週の特集」・「お宝照英」ナレーション